# Tarjei Bø
Tarjei Bø (Stryn, 29 luglio 1988) è un ex biatleta norvegese.
Nel suo palmarès figurano tre titoli olimpici, dodici titoli iridati, una Coppa del Mondo generale e cinque di specialità.

## Biografia
Tarjei Bø, fratello di Johannes Thingnes (a sua volta biatleta), ha iniziato a praticare biathlon a livello agonistico nel 2000 ed è entrato a far parte della nazionale norvegese nel 2006.

### Stagioni 2006-2011
Attivo in campo internazionale dalla stagione 2005-2006, l'anno dopo ha partecipato ai Mondiali juniores di sci nordico di Tarvisio 2007, classificandosi 46º nella 10 km di sci di fondo; dedicatosi quindi esclusivamente al biathlon, ai Mondiali juniores di Canmore 2009 ha vinto la medaglia di bronzo nella sprint e nell'inseguimento; in Coppa del Mondo ha esordito il 26 marzo 2009 a Chanty-Mansijsk in sprint (61º) e ha conquistato la prima vittoria, nonché primo podio, il 7 gennaio 2010 a Oberhof in staffetta. Ai successivi XXI Giochi olimpici invernali di Vancouver 2010, suo esordio olimpico, ha vinto la medaglia d'oro nella staffetta e si è piazzato 20º nell'individuale.
La stagione 2010-2011 è stata quella della sua definitiva consacrazione a livello internazionale. Ai Mondiali di Chanty-Mansijsk 2011, suo esordio iridato, si è aggiudicato una medaglia in tutte le gare in programma: tre d'oro (individuale, staffetta e staffetta mista) e tre di bronzo (sprint, inseguimento e partenza in linea). In quella stessa stagione in Coppa del Mondo ha conquistato la coppa di cristallo generale (con 5 punti di margine su Emil Hegle Svendsen) e due di specialità (di sprint e di inseguimento); è stato inoltre 2º nella Coppa del Mondo di individuale e 3º in quella di partenza in linea.

### Stagioni 2012-2018
Nella stagione 2011-2012 ha anche preso parte a una tappa della Coppa del Mondo di sci di fondo (Sjusjøen, 19-20 novembre), classificandosi 20º nella 15 km e 7º nella staffetta; tornato a dedicarsi esclusivamente al biathlon, ai Mondiali di Ruhpolding 2012 ha vinto nuovamente la medaglia d'oro nella staffetta e si è piazzato 18º nell'individuale, 17º nella sprint, 7º nell'inseguimento e 16º nella partenza in linea. L'anno successivo ai Mondiali di Nové Město na Moravě 2013 ha conquistato altre tre medaglie d'oro (partenza in linea, staffetta e staffetta mista) ed è stato 12º nell'individuale, 17º nella sprint e 16º nell'inseguimento; ai XXII Giochi olimpici invernali di Soči 2014 si è classificato 26º nell'individuale, 39º nella sprint, 27º nell'inseguimento e 3º nella staffetta e ai Mondiali di Kontiolahti 2015 ha vinto la medaglia d'argento nella staffetta, la medaglia di bronzo nella sprint, nell'inseguimento, nella partenza in linea e nella staffetta mista ed è stato 25º nell'individuale.

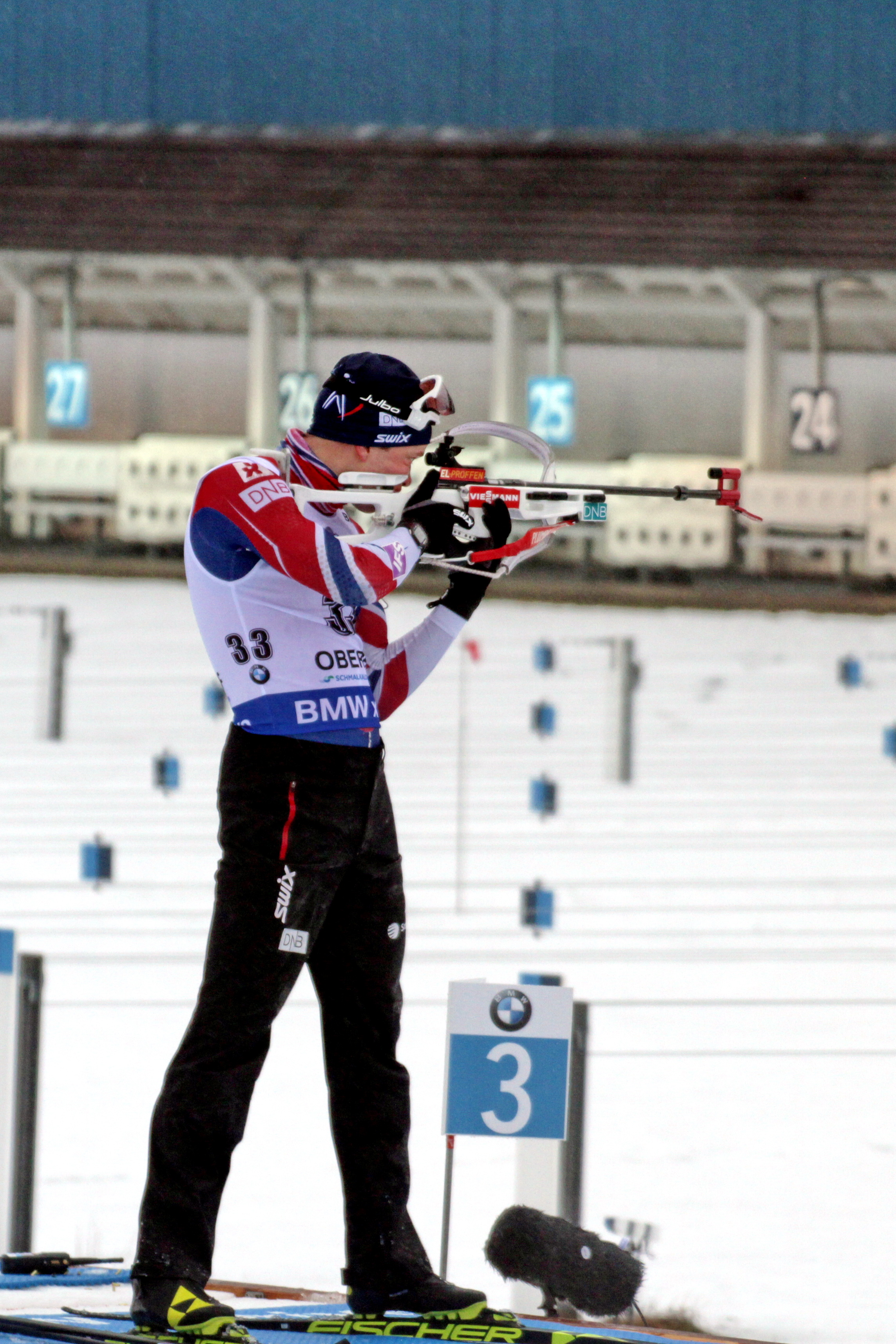
Tarjei Bø in gara a Oberhof nel 2018

Ha preso parte ai Mondiali di Oslo 2016, vincendo la medaglia d'oro nella staffetta, quella di bronzo nella staffetta mista e classificandosi 22º nell'individuale, 54º nella sprint, 31º nell'inseguimento e 16º nella partenza in linea, di Hochfilzen 2017, piazzandosi 14º nella sprint, 9º nell'inseguimento, 14º nella partenza in linea e 8º nella staffetta, e ai XXIII Giochi olimpici invernali di Pyeongchang 2018, dove ha vinto la medaglia d'argento nella staffetta ed è stato 13º nell'individuale, 13º nella sprint, 4º nell'inseguimento e 8º nella partenza in linea.

### Stagioni 2019-2022
Ai Mondiali di Östersund 2019 ha vinto la medaglia d'oro nella staffetta, quella di bronzo nell'individuale e si è classificato 13º nella sprint, 4º nell'inseguimento e 9º nella partenza in linea; ai quelli di Anterselva 2020 ha conquistato l'oro nella staffetta mista, l'argento nella staffetta e si è piazzato 6º nell'individuale, 6º nella sprint, 4º nell'inseguimento e 6º nella partenza in linea.
Ai Mondiali di Pokljuka 2021 ha vinto la medaglia d'oro nella staffetta ed è stato 69º nell'individuale, 9º nella sprint, 13º nell'inseguimento e 6º nella partenza in linea; in quella stessa stagione 2020-2021 ha conquistato la Coppa del Mondo di partenza in linea e si è classificato 3º in quella di sprint. Ai XXIV Giochi olimpici invernali di Pechino 2022, sua ultima presenza olimpica, ha vinto la medaglia d'oro nella staffetta e nella staffetta mista, quella d'argento nell'inseguimento, quella di bronzo nella sprint e si è classificato 8º nell'individuale e 12º nella partenza in linea; in quella stagione 2021-2022 ha conquistato la Coppa del Mondo di individuale.

### Stagioni 2023-2025

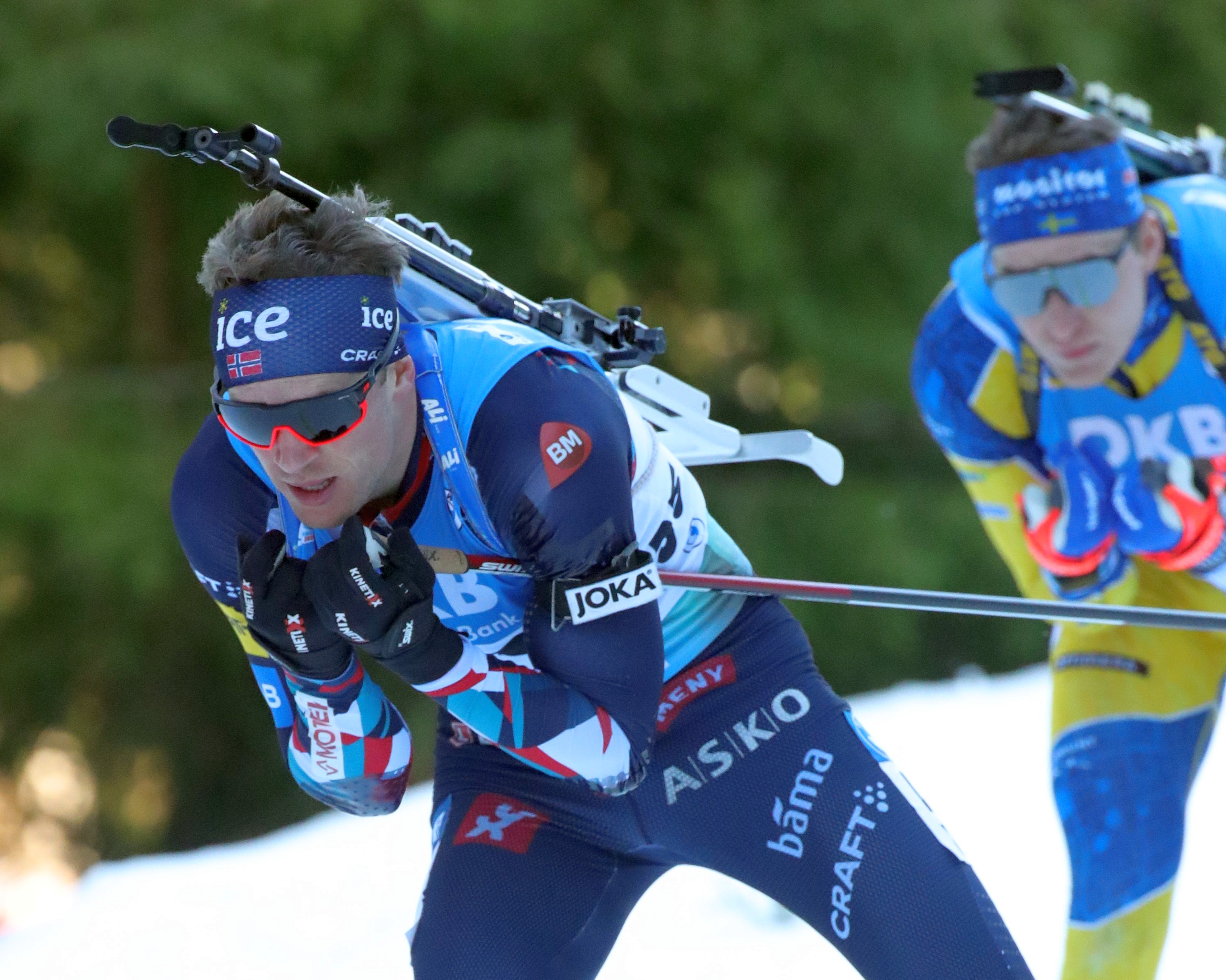
Tarjei Bø in gara ai Mondiali di Oberhof 2023

Ai Mondiali di Oberhof 2023 ha vinto la medaglia d'argento nella sprint e nella staffetta e si è piazzato 7º nell'individuale, 4º nell'inseguimento e 9º nella partenza in linea e a quelli di Nové Město na Moravě 2024 ha conquistato la medaglia d'argento nell'individuale, nella staffetta e nella staffetta mista ed è stato 6º nella sprint, 5º nell'inseguimento e 4º nella partenza in linea; in quella stessa stagione 2023-2024 si è aggiudicato per la seconda volta la Coppa del Mondo di sprint e si è piazzato 2º nella classifica generale (vinta con 182 punti di margine dal fratello Johannes Thingnes), 2º in quella di individuale e 3º in quella di inseguimento.
Ha conquistato l'ultima vittoria in Coppa del Mondo il 24 gennaio 2025 ad Anterselva in sprint e ai successivi Mondiali di Lenzerheide 2025, suo congedo iridato, ha vinto la medaglia d'oro nella staffetta e si è piazzato 10º nell'individuale, 10º nella sprint, 10º nell'inseguimento e 18º nella partenza in linea; ha ottenuto l'ultimo podio in Coppa del Mondo il 9 marzo  seguente a Nové Město na Moravě in staffetta (2º) e si è ritirato al termine di quella stessa stagione 2024-2025: la sua ultima gara in carriera è stata la partenza in linea della tappa finale della Coppa del Mondo, dipsutata a Oslo Holmenkollen il 23 marzo (23º).

## Palmarès

### Biathlon

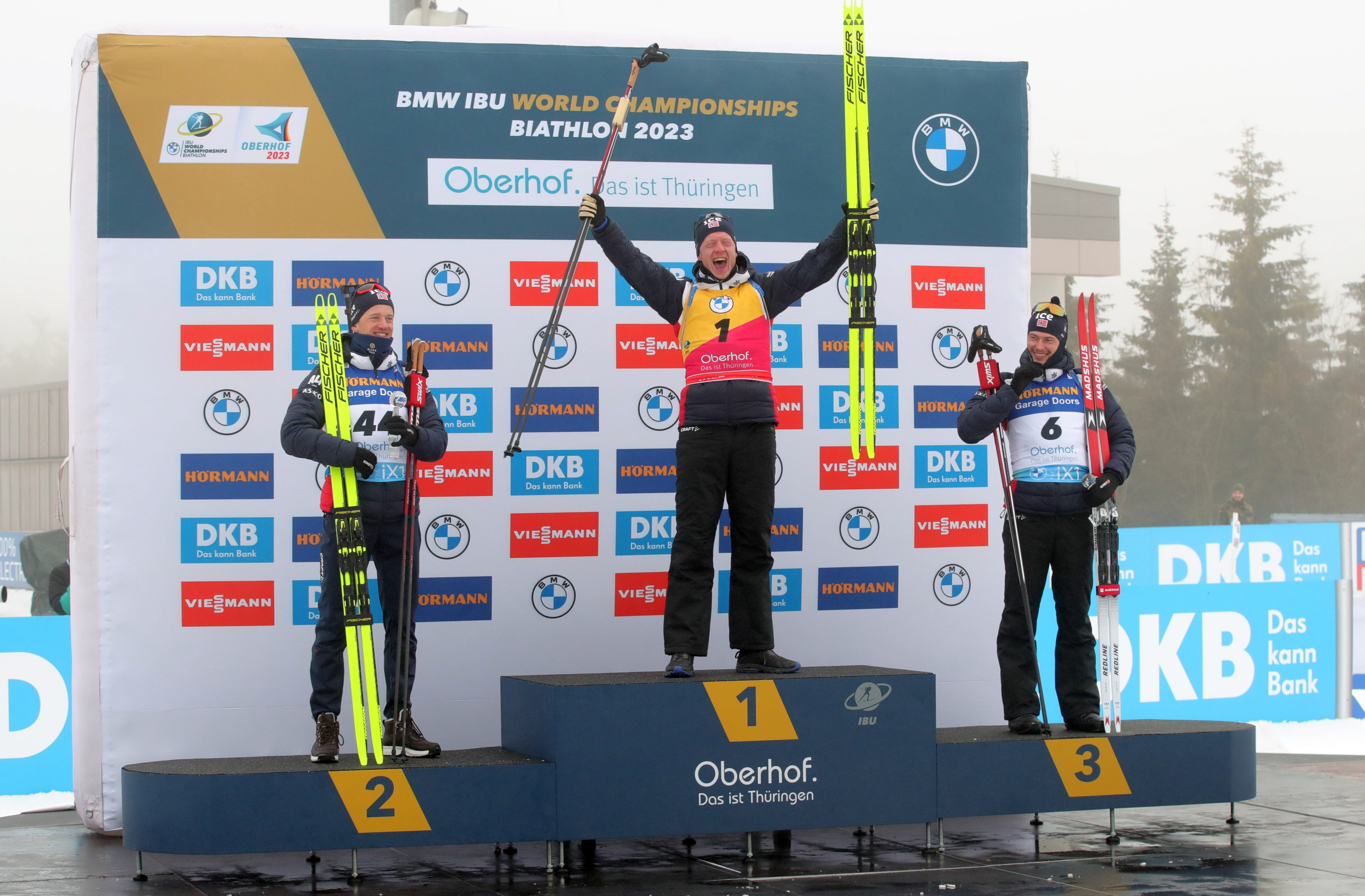
Tarjei Bø (argento, a sinistra) sul podio della sprint dei Mondiali di Oberhof 2023 con il fratello Johannes Thingnes Bø (oro, al centro) e Sturla Holm Lægreid (bronzo, a destra)

#### Olimpiadi
- 6 medaglie:
  - 3 ori (staffetta[3] a Vancouver 2010; staffetta, staffetta mista a Pechino 2022)
  - 2 argenti (staffetta a Pyeongchang 2018; inseguimento a Pechino 2022)
  - 1 bronzo (sprint a Pechino 2022)

#### Mondiali
- 28 medaglie:
  - 12 ori (individuale[3], staffetta[3], staffetta mista[3] a Chanty-Mansijsk 2011; staffetta[3] a Ruhpolding 2012; partenza in linea[3], staffetta[3], staffetta mista[3] a Nové Město na Moravě 2013; staffetta[3] a Oslo Holmenkollen 2016; staffetta[3] a Östersund 2019; staffetta mista[3] ad Anterselva 2020; staffetta[3] a Pokljuka 2021; staffetta a Lenzerheide 2025)
  - 7 argenti (staffetta[3] a Kontiolahti 2015; staffetta[3] ad Anterselva 2020; sprint, staffetta a Oberhof 2023; individuale, staffetta, staffetta mista a Nové Město na Moravě 2024)
  - 9 bronzi (sprint[3], inseguimento[3], partenza in linea[3][4] a Chanty-Mansijsk 2011; sprint[3], inseguimento[3], partenza in linea[3], staffetta mista[3] a Kontiolahti 2015; staffetta mista[3] a Oslo 2016; individuale[3] a Östersund 2019)

#### Mondiali juniores
- 2 medaglie:
  - 2 bronzi (sprint, inseguimento a Canmore 2009)

#### Mondiali giovanili
- 4 medaglie:
  - 1 oro (individuale a Presque Isle 2006)
  - 3 argenti (inseguimento a Presque Isle 2006; inseguimento, staffetta a Val Martello 2007)

#### Europei
- 1 medaglia:
  - 1 oro (staffetta a Ufa 2009)

#### Europei juniores
- 3 medaglie:
  - 3 ori (sprint, inseguimento, individuale a Ufa 2009)

#### Coppa del Mondo
- Vincitore della Coppa del Mondo nel 2011
- Vincitore della Coppa del Mondo di individuale nel 2022
- Vincitore della Coppa del Mondo di sprint nel 2011 e nel 2024
- Vincitore della Coppa del Mondo di inseguimento nel 2011
- Vincitore della Coppa del Mondo di partenza in linea nel 2021
- 115 podi (60 individuali, 55 a squadre), oltre a quelli conquistati in sede olimpica e iridata e validi anche ai fini della Coppa del Mondo:
  - 44 vittorie (13 individuali, 31 a squadre)
  - 40 secondi posti (24 individuali, 16 a squadre)
  - 31 terzi posti (23 individuali, 8 a squadre)

##### Coppa del Mondo - vittorie
| Data             | Località                | Nazione     | Specialità                                                                        |
| ---------------- | ----------------------- | ----------- | --------------------------------------------------------------------------------- |
| 7 gennaio 2010   | Oberhof                 | Germania    | RL (con Halvard Hanevold, Emil Hegle Svendsen e Ole Einar Bjørndalen)             |
| 12 marzo 2010    | Kontiolahti             | Finlandia   | MX (con Ann Kristin Flatland, Tora Berger e Halvard Hanevold)                     |
| 10 dicembre 2010 | Hochfilzen              | Austria     | SP                                                                                |
| 11 dicembre 2010 | Hochfilzen              | Austria     | PU                                                                                |
| 12 dicembre 2010 | Hochfilzen              | Austria     | RL (con Alexander Os, Ole Einar Bjørndalen ed Emil Hegle Svendsen)                |
| 7 gennaio 2011   | Oberhof                 | Germania    | SP                                                                                |
| 9 gennaio 2011   | Oberhof                 | Germania    | MS                                                                                |
| 11 dicembre 2011 | Hochfilzen              | Austria     | RL (con Rune Brattsveen, Lars Berger ed Emil Hegle Svendsen)                      |
| 15 dicembre 2011 | Hochfilzen              | Austria     | SP                                                                                |
| 28 febbraio 2013 | Oslo Holmenkollen       | Norvegia    | SP                                                                                |
| 7 dicembre 2013  | Hochfilzen              | Austria     | RL (con Vetle Sjåstad Christiansen, Ole Einar Bjørndalen ed Emil Hegle Svendsen)  |
| 25 gennaio 2015  | Anterselva              | Italia      | RL (con Ole Einar Bjørndalen, Johannes Thingnes Bø ed Emil Hegle Svendsen)        |
| 6 febbraio 2015  | Nové Město na Moravě    | Rep. Ceca   | MX (con Fanny Horn, Tiril Eckhoff e Johannes Thingnes Bø)                         |
| 29 novembre 2015 | Östersund               | Svezia      | MX (con Fanny Horn, Tiril Eckhoff e Johannes Thingnes Bø)                         |
| 15 gennaio 2016  | Ruhpolding              | Germania    | RL (con Ole Einar Bjørndalen, Johannes Thingnes Bø ed Emil Hegle Svendsen)        |
| 13 febbraio 2016 | Presque Isle            | Stati Uniti | RL (con Lars Helge Birkeland, Erlend Bjøntegaard e Johannes Thingnes Bø)          |
| 2 dicembre 2017  | Östersund               | Svezia      | SP                                                                                |
| 12 gennaio 2018  | Ruhpolding              | Germania    | RL (con Lars Helge Birkeland, Emil Hegle Svendsen e Johannes Thingnes Bø)         |
| 18 marzo 2018    | Oslo Holmenkollen       | Norvegia    | RL (con Lars Helge Birkeland, Henrik L'Abée-Lund e Johannes Thingnes Bø)          |
| 18 gennaio 2019  | Ruhpolding              | Germania    | RL (con Lars Helge Birkeland, Vetle Sjåstad Christiansen e Johannes Thingnes Bø)  |
| 7 dicembre 2019  | Östersund               | Svezia      | RL (con Johannes Dale, Erlend Bjøntegaard e Johannes Thingnes Bø)                 |
| 15 dicembre 2019 | Hochfilzen              | Austria     | RL (con Johannes Dale, Erlend Bjøntegaard e Johannes Thingnes Bø)                 |
| 7 marzo 2020     | Nové Město na Moravě    | Rep. Ceca   | RL (con Vetle Sjåstad Christiansen, Johannes Dale e Johannes Thingnes Bø)         |
| 3 dicembre 2020  | Kontiolahti             | Finlandia   | SP                                                                                |
| 6 dicembre 2020  | Kontiolahti             | Finlandia   | RL (con Sturla Holm Lægreid, Vetle Sjåstad Christiansen e Johannes Thingnes Bø)   |
| 17 gennaio 2021  | Oberhof                 | Germania    | MS                                                                                |
| 7 marzo 2021     | Nové Město na Moravě    | Rep. Ceca   | PU                                                                                |
| 14 marzo 2021    | Nové Město na Moravě    | Rep. Ceca   | MX (con Tiril Eckhoff, Marte Olsbu Røiseland e Johannes Thingnes Bø)              |
| 4 dicembre 2021  | Östersund               | Svezia      | RL (con Sivert Guttorm Bakken, Johannes Thingnes Bø e Vetle Sjåstad Christiansen) |
| 12 dicembre 2021 | Hochfilzen              | Austria     | RL (con Sturla Holm Lægreid, Johannes Thingnes Bø e Vetle Sjåstad Christiansen)   |
| 8 gennaio 2022   | Oberhof                 | Germania    | MX (con Johannes Thingnes Bø, Ingrid Landmark Tandrevold e Marte Olsbu Røiseland) |
| 23 gennaio 2022  | Anterselva              | Italia      | RL (con Sturla Holm Lægreid, Johannes Thingnes Bø e Vetle Sjåstad Christiansen)   |
| 1º dicembre 2022 | Kontiolahti             | Finlandia   | RL (con Vetle Sjåstad Christiansen, Sturla Holm Lægreid e Johannes Thingnes Bø)   |
| 13 gennaio 2023  | Ruhpolding              | Germania    | RL (con Sturla Holm Lægreid, Vetle Sjåstad Christiansen e Johannes Thingnes Bø)   |
| 22 gennaio 2023  | Anterselva              | Italia      | RL (con Sturla Holm Lægreid, Johannes Thingnes Bø e Vetle Sjåstad Christiansen)   |
| 30 novembre 2023 | Östersund               | Svezia      | RL (con Endre Strømsheim, Johannes Thingnes Bø e Vetle Sjåstad Christiansen)      |
| 8 dicembre 2023  | Hochfilzen              | Austria     | SP                                                                                |
| 10 dicembre 2023 | Hochfilzen              | Austria     | RL (con Sturla Holm Lægreid, Johannes Thingnes Bø e Vetle Sjåstad Christiansen)   |
| 7 gennaio 2024   | Oberhof                 | Germania    | RL (con Sturla Holm Lægreid, Endre Strømsheim e Johannes Thingnes Bø)             |
| 11 gennaio 2024  | Ruhpolding              | Germania    | RL (con Sturla Holm Lægreid, Johannes Dale e Vetle Sjåstad Christiansen)          |
| 20 gennaio 2024  | Anterselva              | Italia      | MX (con Juni Arnekleiv, Karoline Offigstad Knotten e Johannes Thingnes Bø)        |
| 8 marzo 2024     | Soldier Hollow          | Stati Uniti | RL (con Sturla Holm Lægreid, Johannes Thingnes Bø e Vetle Sjåstad Christiansen)   |
| 22 dicembre 2024 | Annecy Le Grand-Bornand | Francia     | MS                                                                                |
| 24 gennaio 2025  | Anterselva              | Italia      | SP                                                                                |

Legenda:

SP = sprint

PU = inseguimento

MS = partenza in linea

RL = staffetta

MX = staffetta mista

### Sci di fondo

#### Coppa del Mondo
- Miglior piazzamento in classifica generale: 138º nel 2012

## Riconoscimenti
- Medaglia Holmenkollen (2016)[2]